# شر نبین ۲
شر نبین ۲ (انگلیسی: See No Evil 2) یک فیلم اسلشر به کارگردانی خواهران ساسکا و قسمت دوم شر نبین است که در سال ۲۰۱۴ منتشر شد. از بازیگران آن می‌توان به کین، دانیل هریس، کاترین ایزابل، مایکل اکلند، و چیلان سیمونز اشاره کرد.